# ریچارد اوری
ریچارد اوری (انگلیسی: Richard Overy; ۲۳ دسامبر ۱۹۴۷ –) تاریخ‌نگار اهل بریتانیا است که دربارهٔ تاریخ جنگ جهانی دوم و آلمان نازی مطالبی را منتشر کرده‌است. در سال ۲۰۰۷، به عنوان سردبیر تایمز ویراستار «تاریخ کامل جهان»، ۵۰ تاریخ کلیدی تاریخ جهان را انتخاب کرد.